# Jordi Sabater Pi
Jordi Sabater Pi,  (Barcelona, 2 de agosto de 1922-Barcelona, 5 de agosto de 2009) fue un primatólogo español. Fue especialista mundial en etología (el estudio de las conductas de los animales) y descubridor de varios comportamientos culturales en varias especies.
Como muestra de su compromiso con los chimpancés, la constatación de su proximidad (tanto genéticamente como en conducta) con los seres humanos, y los riesgos de sus hábitats, Sabater Pi llegó a decir en alguna ocasión que el descenso de población y, en el caso de algunas subespecies, la situación de peligro de extinción, era comparable a un genocidio con seres humanos. Desde los primeros años del siglo XXI el profesor Jordi Sabater Pi se posicionó claramente a favor de la protección y conservación de los primates y apoyó proyectos como los del Proyecto Gran Simio en España o Fundación Mona en Gerona.

## Biografía

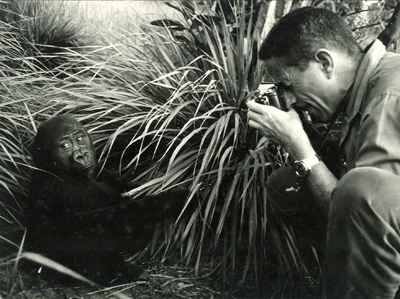
Sabater Pi fotografiando un gorila en la Guinea Española

Entre 1940 y 1969 residió en Guinea Ecuatorial (entonces era una colonia española con el nombre de Guinea Española), donde estudió las culturas autóctonas y las especies animales locales, que eran poco conocidas. Al declarar la independencia en 1969 se fue a trabajar como conservador de primates del Zoo de Barcelona, continuando sus estudios, becados por National Geographic y en compañía de la zoóloga Dian Fossey. Durante los años 1960 descubrió a Copito de Nieve, el gorila albino que vivió en el Zoo de Barcelona.
En 1976 comenzó a ejercer de profesor de etología, introduciendo la asignatura por primera vez en una universidad española. Fue profesor de etología en la Facultad de Psicología de la Universidad de Barcelona e introductor en España del estudio del comportamiento animal y de la primatología. Se doctoró en 1981 por la misma universidad  con la tesis Aportación a la eto-ecología comparativa de los gorilas ("Gorilla gorilla gorilla") y chimpancés ("Pan troglodytes troglodytes") de Río Muni. Diversos discípulos han continuado su línea de trabajo dentro de la Universidad de Barcelona, como Joaquim J. Veà Baró y Mateo Escobar Aliaga, o Montserrat Colell Mimó y de la Universidad Autónoma de Madrid como Fernando Peláez, Ángela Loeches, Carlos Gil y Susana Sánchez.
Descubrió la rana gigante Conraua goliath y estudió el comportamiento del pájaro indicador de la miel Melichneutes robustus, fue el primero en observar que los chimpancés fabricaban palos para coger termitas e ingerir cierto tipo de arena de cualidades medicinales, hizo minuciosos estudios de los nidos hechos por gorilas y chimpancés. Su obra más famosa fue enviar al gorila Copito de Nieve al Zoo de Barcelona. Unos nativos se lo habían traído al centro Ikunde, donde estaba contratado como conservador por el Zoo de Barcelona. De haberlo dejado en libertad hubiese muerto muy rápidamente, dado que su visibilidad y falta de melanina le hubiesen sido muy desfavorables en la naturaleza. Siempre consideró que el descubrimiento de Copito era sólo una anécdota en comparación con sus otros descubrimientos.
Fue investido doctor honoris causa por la Universidad Autónoma de Madrid en 1993 a propuesta de la Facultad de Psicología, así como Socio de Honor de la Asociación Primatológica Española.
Fue un gran dibujante, y cuando legó todos sus documentos a la Universidad de Barcelona, entre ellos había más de 2000 dibujos, acuarelas y apuntes. La UB mantiene la colección Sabater Pi en el Parque Tecnológico de Barcelona.